# جیسون پاتریک
جیسون پاتریک (انگلیسی: Jason Patric؛ زادهٔ ۱۷ ژوئن ۱۹۶۶) یک بازیگر سینما اهل ایالات متحده آمریکا است. وی از سال ۱۹۸۵ میلادی تاکنون مشغول فعالیت بوده‌است.
از فیلم‌ها یا برنامه‌های تلویزیونی که وی در آن نقش داشته‌است می‌توان به در دره الاه، نگهبان خواهر من، سرعت ۲: کنترل سفر دریایی، خفتگان، بازنده‌ها، شاهزاده، پرنده‌های زرد، جرونیمو: یک افسانه آمریکایی، فرانکشتاین نامحدود، ناپدید شده، ویوارد پینز، انکار و ام‌کی اولترا اشاره کرد.